# مک‌کارتیسم

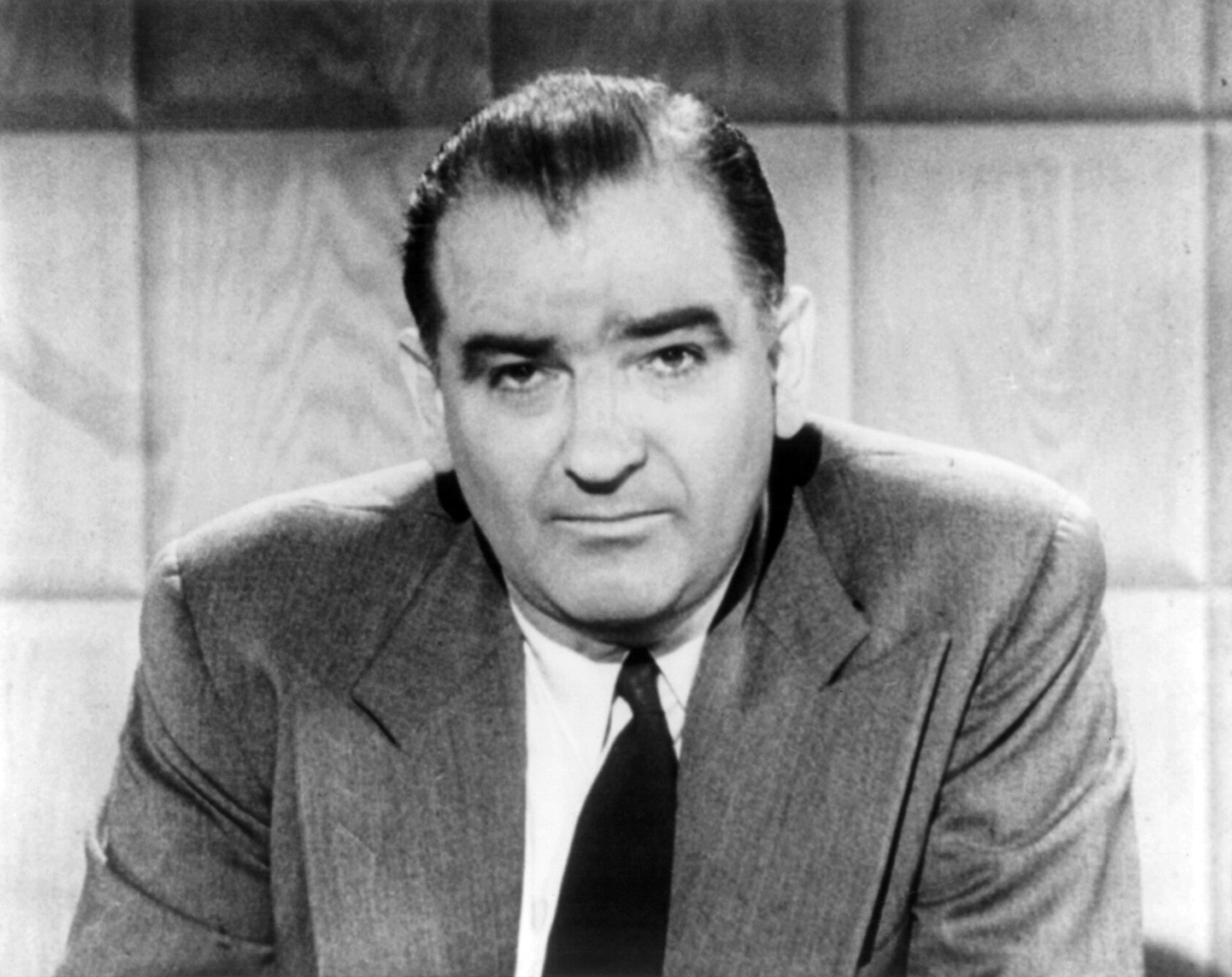
سناتور جوزف مک‌کارتی

مک‌کارتیسم (به انگلیسی: McCarthyism) اصطلاحی است برای اشاره به فعالیت‌های ضدکمونیستی سناتور جوزف مک‌کارتی در آغاز دوره جنگ سرد بود، که موجب شد موجی از عوام‌فریبی، سانسور، فهرست‌های سیاه، گزینش شغلی، مخالفت با روشنفکران، افشاگری‌ها و دادگاه‌های نمایشی و تفتیش عقاید، فضای اجتماعی دهه ۱۹۵۰ آمریکا را دربرگیرد. بسیاری از افراد به ویژه روشنفکران، به اتهام کمونیست بودن شغل خود را از دست دادند و به طرق مختلف آزار و اذیت شدند.
مک‌کارتیسم هم چنین دوران سیاهی را برای هالیوود رقم زد و کارگردانان زیادی را به بهانه کمونیست بودن تحت تعقیب قرار داد.